# Aurigny Air Services
Aurigny Air – brytyjska linia lotnicza z siedzibą na wyspie Guernsey, w archipelagu Wysp Normandzkich. Głównym hubem jest Port lotniczy Guernsey.

## Flota
Według stanu na styczeń 2025 flota Aurigny składała się z 7 samolotów o średnim wieku 7,5 lat:
| Samolot            | Samolot | Samolot   | Liczba miejsc | Liczba miejsc | Uwagi |
| Model              | Aktywne | Zamówione | E             | Łącznie       | Uwagi |
| ------------------ | ------- | --------- | ------------- | ------------- | ----- |
| ATR 72             | 5       | -         | 72            | 72            |       |
| Dornier Do-228-200 | 2       | -         | 19            | 19            |       |
| Łącznie            | 7       | 0         |               |               |       |